# Rollandite
La rollandite est une espèce minérale, arséniate de cuivre hydraté de formule Cu3(AsO4)2.4H2O.

## Étymologie
Le minéral est dédié à Pierre Rolland (né à Monaco en 1940), prospecteur amateur et collectionneur de minéraux, en reconnaissance de sa participation active à la recherche d'échantillons minéralogiques dans les mines de Roua.

## Caractéristiques physico-chimiques

### Propriétés physiques
La rollandite est un minéral de couleur vert bouteille, transparent. Sa dureté selon l'échelle de Mohs se situe entre 4 et 4,5. Sa densité mesurée est de 3,9, tandis que la densité calculée pour la formule idéalisée est de 3,8. Le minéral ne présente aucune fluorescence aux UV. De plus, il est soluble dans l'acide chlorhydrique (HCl).

### Propriétés optiques
Le minéral ne montre aucun pléochroïsme. La dispersion (r < v) est forte.

### Compositions chimique
La formule Cu3(AsO4)2.4H2O, a été confirmée par la détermination de la structure.

## Gites et gisement

### Gisement remarquables
France
- Daluis, Alpes-Maritimes, Mine du Dôme de Barrot